# Erdwärmeübertrager

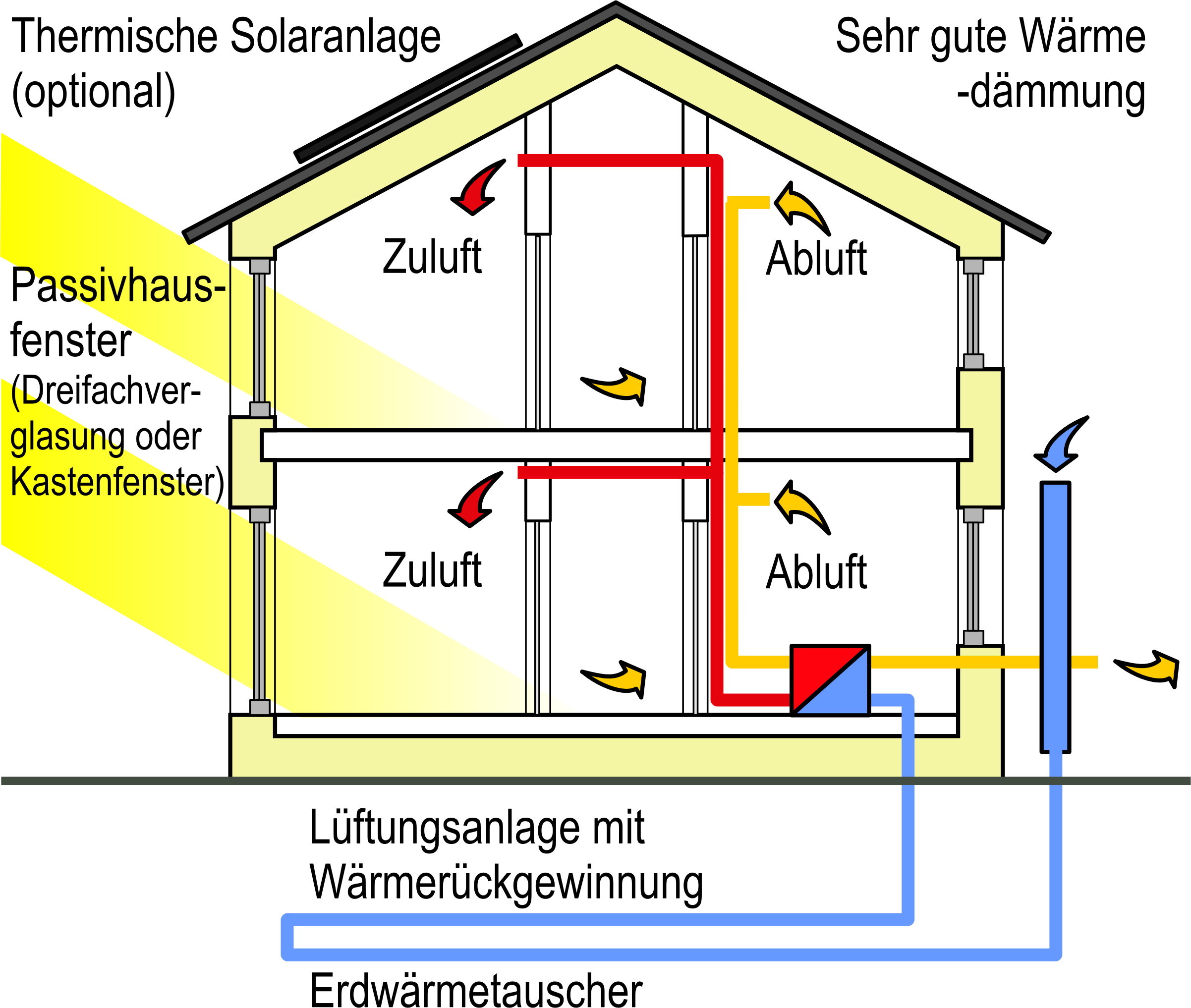
Der Wärmeübertrager zur Wärmerückgewinnung aus der Abluft der Lüftungsanlage ist als rot-blauer-Kasten dargestellt. Ihm ist ein Luft-Erdreichwärmetauscher vorgeschaltet, der die Frischluft im Winter vorwärmt und im Sommer kühlt. Diese Kombination ermöglicht es, den Passivhaus-Standard zu erreichen.

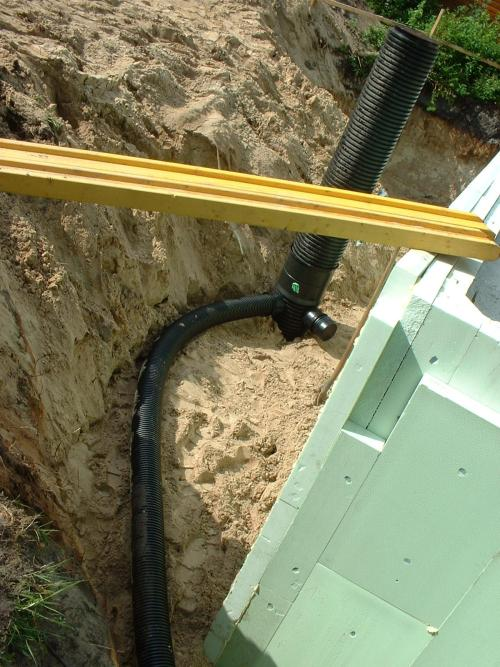
Die Frischluft wird durch das schwarze Wellrohr geführt werden und nähert sich dabei der Temperatur des Erdreichs an. Das Rohr führt in einen Schacht, von dem aus das Wellrohr gespült werden kann und in dem das Kondensat versickert.

Erdwärmeübertrager (EWT), Erdreichwärmeübertrager und Erdwärmetauscher sind im Erdreich verlegte Wärmetauscher, die von einem Fluid durchströmt werden.
Im Zusammenhang mit Niedrigenergie- und Passivhäusern ist es oft üblich, nur luftdurchströmte Systeme als Erdwärmeübertrager zu bezeichnen, die zur Vorwärmung der Frischluft einer kontrollierten Wohnraumlüftung (KWL) dienen. Entsprechende wasserführende Systeme werden als Sole-Erdwärmeübertrager bezeichnet.
Wasserführende Wärmetauscher werden zur Differenzierung entweder als Erdwärmekollektor oder als Erdwärmesonde bezeichnet, je nachdem, ob die Rohrleitungen vorwiegend horizontal oder vertikal verlaufen.

## Aufbau
Erdwärmeübertrager bestehen meist aus einem Rohrleitungssystem, welches von Luft, Wasser oder einem Gemisch von Wasser und Frostschutzmitteln (Sole) durchströmt wird. Luft-Erdreichwärmeübertrager können auch ohne Rohrleitungen auskommen, indem die Luft durch unterirdische Hohlräume wie Keller, Kanäle, Höhlen, Felsspalten oder Kiesschüttungen strömt. Diese Wärmeübertrager werden auch als Luftbrunnen bezeichnet.
Rohre oder Schläuche z. B. aus Kunststoff oder Beton werden im Erdreich verlegt. Der Anfang des Rohrsystems ist oberirdisch, das Ende zum Beispiel an der Lüftungsanlage. Durch einen Ventilator wird Luft angesaugt und durch das System gefördert. Der Durchmesser kann wenige Zentimeter bis viele Meter betragen, die Gesamtlänge bis zu hundert Meter.
Die DIN 1946-6 fordert unter Punkt 9.2.5.8 (3), dass die luftführenden Leitungen von Erdreich-Luft-Wärmeübertragern mit einem Gefälle von wenigstens 1 % verlegt werden, um bei Taupunktunterschreitung entstehendes Kondensat in den nächsten Schacht abzuführen, wo es in der Regel versickert. Wenn das Gefälle nicht in Strömungsrichtung verläuft, sollte es gegebenenfalls vergrößert werden.
Ein anderer Aufbau kommt mit weniger Gesamtlänge aus und fördert die Luft mit direktem „Erdkontakt“. Dazu wird ein Graben oder eine Grube mit Kies oder anderem grobem Material gefüllt. Im Material beginnt ein Rohr und endet an einem Ventilator. Auch hier wird Luft angesaugt und durch die Zwischenräume des groben Materials transportiert. Dieses System wurde schon in der Antike verwendet.

### Hypotauscher im Wintergarten
In Wintergärten wird mitunter ein sogenanntes „Hypotauscher“-System eingesetzt, mit dem Überhitzung und Zugluft vermieden werden können. In der warmen Luft im Wintergarten verdunstet Wasser (Gießwasser oder Springbrunnenwasser) und entzieht damit der Luft Wärme; die aufgestiegene feuchte Luft wird an der höchsten Stelle des Wintergartens mechanisch abgesaugt und durch Hypokausten-Rohre geleitet, die im Fußboden oder den Wänden des Gebäudes verlegt sind. In den Hypokausten kondensiert der Wasserdampf und die freigesetzte Kondensationsenthalpie wird an das Bauwerk abgegeben. Die entfeuchtete Luft wird anschließend wieder in den Wintergarten geleitet und ermöglicht die weitere Abkühlung durch Verdunstung.

## Arbeitsweise
Die Temperatur der transportierten Luft nähert sich beim Durchströmen des Wärmetauschers der Erdtemperatur an. In gut dimensionierten Anlagen kann sich die Lufttemperatur um bis etwa 10 Grad ändern. Das Prinzip stimmt grundsätzlich mit dem Erdwärmekollektor, der mit flüssigen Medien arbeitet, überein.

## Verfahren
Die Temperatur des oberen Erdreichs folgt dem Jahresverlauf der Umgebungstemperatur. Je näher an der Oberfläche der Erdwärmetauscher installiert wird, desto näher liegt die Lufttemperatur am Tagesdurchschnitt. Tiefer liegende Wärmetauscher dämpfen den Temperaturverlauf der Jahreszeiten, so dass sich die Temperaturen phasenverschoben ändern. Ab etwa sechs Metern Tiefe ist die Temperatur im Jahresverlauf konstant.
Diese Temperaturdifferenz macht man sich zu Nutze:
- Ist die Außenluft kälter als das Erdreich, so wird die Luft, bevor sie in das Gebäude geleitet wird, durch das Erdreich erwärmt.
- Umgekehrt wird bei sehr warmem Wetter die einströmende Außenluft durch das Erdreich gekühlt.

In beiden Arbeitsrichtungen wird Energie getauscht: Dem Erdreich wird entweder Wärme entzogen oder zugeführt.

### Nutzung zur Wärmegewinnung
Je tiefer die Rohre des Erdwärmetauschers verlegt werden, desto weniger wird das Temperaturniveau von der Jahreszeit bzw. der Umgebungstemperatur (Außenlufttemperatur) bestimmt, desto weniger ist die Sonne aber im Sommer in der Lage, das im Winter abgekühlte Erdreich wieder aufzuwärmen. Liegt das Grundwasser so tief, dass dieses die Energieverluste nicht ausgleichen kann, so arbeitet ein System mit tief liegenden Rohren besonders effektiv, wenn die im Winter entzogene Wärme dem Erdreich im Sommer wieder zugeführt werden kann. Dies kann dadurch geschehen, dass im Sommer Luft durch das System geführt wird. An heißen Tagen kann die so abgekühlte Luft auch zur Kühlung des Gebäudes genutzt werden. In flüssigkeitsführende Wärmetauscher können im Sommer Überschüsse aus Solarkollektoren gespeist werden, wodurch zugleich auch die Überhitzung und Stagnation des Solarsystems verhindert wird.

#### Luftvorwärmung vor Wärmerückgewinnung oder Luftwärmepumpen
Wenn die Frischluft in einer Lüftungsanlage per Wärmerückgewinnung durch einen Wärmeübertrager erwärmt wird, kann sich bei Lufttemperaturen unter etwa 0 °C das innerhalb der Wärmerückgewinnungseinrichtung bildende Kondensat gefrieren. Um dies zu vermeiden, können Erdwärmeübertrager eingesetzt werden, um die zugeführte Außenluft zunächst vorzuwärmen. Dadurch steigert sich außerdem die Rückwärmezahl der Lüftungsanlage.
Ebenfalls kann der Erdwärmeübertrager vor einer Luftwärmepumpe montiert werden.

## Luftqualität
An den kalten Oberflächen des Rohrsystems entsteht im Sommer Kondensat, welches über Gefälle und Sickerstellen abgeleitet werden sollte, um Gesundheitsrisiken durch stehendes Wasser im Erdwärmeübertrager zu vermeiden. Wenn eine Versickerung aufgrund undurchlässiger Schichten oder hohen Grundwasserstands nicht möglich ist, muss das Kondenswasser aus Sammelschächten regelmäßig abgepumpt werden. Alternativ können Lufttrockner vorgeschaltet werden.
Erste Untersuchungen haben festgestellt, dass sich die Zahl der Bakterien und Pilzsporen in der durch den Luft/Erdwärmetauscher zugeführten Zuluft gegenüber der Außenluft verringert. Dieses Ergebnis wird teilweise dem vorgeschalteten Luftfilter zugeschrieben.
Eine andere Studie vermutet den Grund in der Ablagerung von Pilzsporen und Bakterien an der Wandung des Rohres. Gegen Ende der Rohrleitung wurden höhere Konzentrationen im abgelagerten Staub gefunden, als am Anfang des Rohres. Ein Einfluss des Materials, aus dem die Rohrleitung bestand, konnte nicht festgestellt werden.
Zum Vermeiden bzw. zum Entfernen von Ablagerungen empfiehlt es sich, der Leitung entweder einen (Grob-)Filter vorzuschalten oder im Verlauf der Rohrleitung genügend Schächte vorzusehen (etwa an jedem Richtungswechsel von mehr als 30 Grad), durch welche die Leitung gespült werden kann.
Eine Radonbelastung der transportierten Luft infolge eines durchlässigen oder undichten Rohrsystems, direktem Kontakt mit dem Erdreich oder radonbelastem Gestein bei Schotterschüttung sollte aus gesundheitlichen Gründen vermieden werden.